# Медаль «Партизанові Вітчизняної війни»
Меда́ль «Партиза́нові Вітчизня́ної війни́» — медаль, державна нагорода СРСР. Заснована Указом Президії Верховної Ради СРСР від 2 лютого 1943 року. Автор малюнку медалі — художник Москалев. Перша із радянських медалей, що має два ступені, нагорода першого ступеня є старшою.

## Опис медалі
Медаль «Партизанові Вітчизняної війни» має форму правильного круга діаметром 32 мм. Медаль I ступеня виготовлена зі срібла, медаль II ступеня — з латуні.
На лицьовому боці медалі — погрудні профільні зображення В. І. Леніна та Й. В. Сталіна, У верхній частині — напис «Партизану Отечественной войны» між двома маленькими п'ятикутними зірочками. Внизу — на складках стрічки напис — «СССР», а посередині — п'ятикутна зірочка.
На зворотному боці — напис «За нашу Советскую Родину», серп і молот.
Медаль «Партизанові Вітчизняної війни» за допомогою вушка і кільця з'єднується з п'ятикутною колодочкою, обтягнутою шовковою муаровою стрічкою світло-зеленого кольору завширшки 24 мм. Посередині стрічки — подовжня смужка завширшки 2 мм (у медалі I ступеня — червона, у медалі II ступеня — синя).

## Нагородження
Медаллю «Партизанові Вітчизняної війни» нагороджувалися партизани, керівний склад партизанських загонів і організатори партизанського руху, які виявили хоробрість, стійкість і мужність у боротьбі в тилу проти фашистських загарбників. Медаллю «Партизанові Вітчизняної війни» I ступеня відзначались особливі заслуги у справі організації партизанського руху, відвага, героїзм і видатні успіхи у партизанській боротьбі. Медаль II ступеня вручалась за особистий бойовий вклад у здійснення наказів і завдань командування, за активне сприяння партизанській боротьбі проти загарбників.
Медаль носиться на лівій стороні грудей, за наявності у нагородженого інших медалей СРСР розташовується після медалі «За трудову відзнаку».
Усього медаллю «Партизанові Вітчизняної війни» I ступеня нагороджено 56 883, а II ступеня — 70 992 осіб.